# Coupe de la Ligue islandaise de football
La Coupe de la Ligue islandaise de football (Lengjubikarinn - A deild karla ou encore Deildabikar) a été créée en 1996. C'est la troisième compétition par ordre d'importance dans le football islandais.
Il s'agit d'un tournoi d'avant-saison regroupant les 24 meilleurs clubs islandais de la saison passée. Il se déroule généralement entre le mois de février et de mai, le championnat débutant dans la foulée. Le nombre d'équipe participant à ce tournoi est passé de 16 à 24 lors de l'édition 2008.
Les équipes sont réparties en trois poules de huit clubs. Chaque équipe se rencontre une fois pendant les matchs de poule. À l'issue des sept matchs, le classement est établi. Les deux premiers de chaque groupe ainsi que les deux meilleurs troisièmes sont basculés dans le tableau final ou le système de coupe élimination directe est appliqué.
Tous les matchs de la phase finale se déroulent sur une rencontre avec en cas d'égalité à la fin du temps règlementaire, deux prolongations de 15 minutes et enfin une séance de tirs au but s'il y a toujours égalité.
Depuis 2001, deux autres tournois d'avant-saison sur le même fonctionnement sont également organisés et parallèle pour les équipes des divisions inférieures (Lengjubikarinn - B deild karla et Lengjubikarinn - C deild karla).

## Palmarès

### Tableau d'honneur
| Club                 | Titre | Année(s)                                       |
| -------------------- | ----- | ---------------------------------------------- |
| KR Reykjavík         | 7     | 1998, 2001, 2005, 2010, 2012, 2016, 2017, 2019 |
| FH Hafnarfjörður     | 7     | 2002, 2004, 2006, 2007, 2009, 2014, 2022       |
| Valur Reykjavík      | 4     | 2008, 2011, 2018, 2023                         |
| ÍA Akranes           | 3     | 1996, 1999, 2003                               |
| Breiðablik Kópavogur | 3     | 2013, 2015, 2024                               |
| UG Grindavík         | 1     | 2000                                           |
| ÍBV Vestmannaeyjar   | 1     | 1997                                           |

### Finales
| Année | Vainqueur                                       | Score                                           | Finaliste                                       |
| ----- | ----------------------------------------------- | ----------------------------------------------- | ----------------------------------------------- |
| 1996  | ÍA Akranes                                      | 3-1ap                                           | Breiðablik Kópavogur                            |
| 1997  | ÍBV Vestmannaeyjar                              | 3-2ap                                           | Valur Reykjavík                                 |
| 1998  | KR Reykjavík                                    | 2-2 (6-5tab)                                    | Valur Reykjavík                                 |
| 1999  | ÍA Akranes                                      | 1-0                                             | Fylkir Reykjavík                                |
| 2000  | UG Grindavík                                    | 4-0                                             | Valur Reykjavík                                 |
| 2001  | KR Reykjavík                                    | 0-0 (5-3tab)                                    | FH Hafnarfjörður                                |
| 2002  | FH Hafnarfjörður                                | 2-2 (4-3tab)                                    | Fylkir Reykjavík                                |
| 2003  | ÍA Akranes                                      | 1-1 (4-2tab)                                    | ÍBK Keflavík                                    |
| 2004  | FH Hafnarfjörður                                | 2-1                                             | KR Reykjavík                                    |
| 2005  | KR Reykjavík                                    | 3-2                                             | Þróttur Reykjavík                               |
| 2006  | FH Hafnarfjörður                                | 3-2                                             | ÍBK Keflavík                                    |
| 2007  | FH Hafnarfjörður                                | 3-2ap                                           | Valur Reykjavík                                 |
| 2008  | Valur Reykjavík                                 | 4-1                                             | Fram Reykjavík                                  |
| 2009  | FH Hafnarfjörður                                | 3-0                                             | Breiðablik Kópavogur                            |
| 2010  | KR Reykjavík                                    | 2-1                                             | Breiðablik Kópavogur                            |
| 2011  | Valur Reykjavík                                 | 3-1ap                                           | Fylkir Reykjavík                                |
| 2012  | KR Reykjavík                                    | 1-0                                             | Fram Reykjavik                                  |
| 2013  | Breiðablik Kópavogur                            | 3-2                                             | Valur Reykjavík                                 |
| 2014  | FH Hafnarfjörður                                | 4-1                                             | Breiðablik Kópavogur                            |
| 2015  | Breiðablik Kópavogur                            | 1-0                                             | KA Akureyri                                     |
| 2016  | KR Reykjavík                                    | 2-0                                             | Víkingur Reykjavik                              |
| 2017  | KR Reykjavík                                    | 4-0                                             | UMF Grindavík                                   |
| 2018  | Valur Reykjavík                                 | 4-2                                             | UMF Grindavík                                   |
| 2019  | KR Reykjavík                                    | 2-1                                             | ÍA Akranes                                      |
| 2020  | Abandonnée en raison de la pandémie de Covid-19 | Abandonnée en raison de la pandémie de Covid-19 | Abandonnée en raison de la pandémie de Covid-19 |
| 2021  | Abandonnée en raison de la pandémie de Covid-19 | Abandonnée en raison de la pandémie de Covid-19 | Abandonnée en raison de la pandémie de Covid-19 |
| 2022  | FH Hafnarfjörður                                | 2-1                                             | Víkingur Reykjavik                              |
| 2023  | Valur Reykjavík                                 | 1-1 (4-3tab)                                    | KA Akureyri                                     |
| 2024  | Breiðablik Kópavogur                            | 4-1                                             | ÍA Akranes                                      |

## Sources
- http://www.ksi.is/
- http://www.rsssf.com/tablesi/ijsleagcuphist.html